# Chrysopa commata
Chrysopa commata är en insektsart som beskrevs av Kis och József Ujhelyi 1965. Chrysopa commata ingår i släktet Chrysopa och familjen guldögonsländor. Enligt den finländska rödlistan är arten nära hotad i Finland. Artens livsmiljö är torra gräsmarker. Inga underarter finns listade i Catalogue of Life.

## Bildgalleri

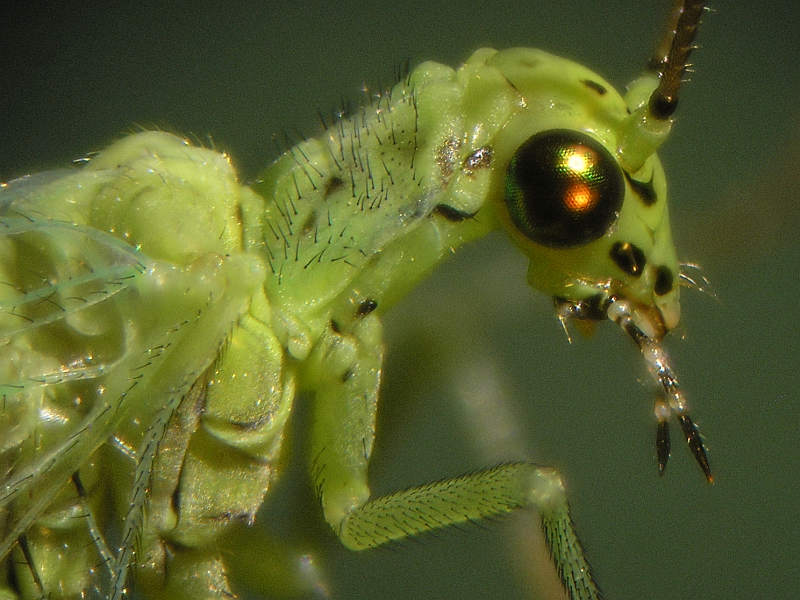